# Casa Cattaneo (Pavia)
Casa Cattaneo è un palazzo di Pavia, in Lombardia.

## Storia e descrizione

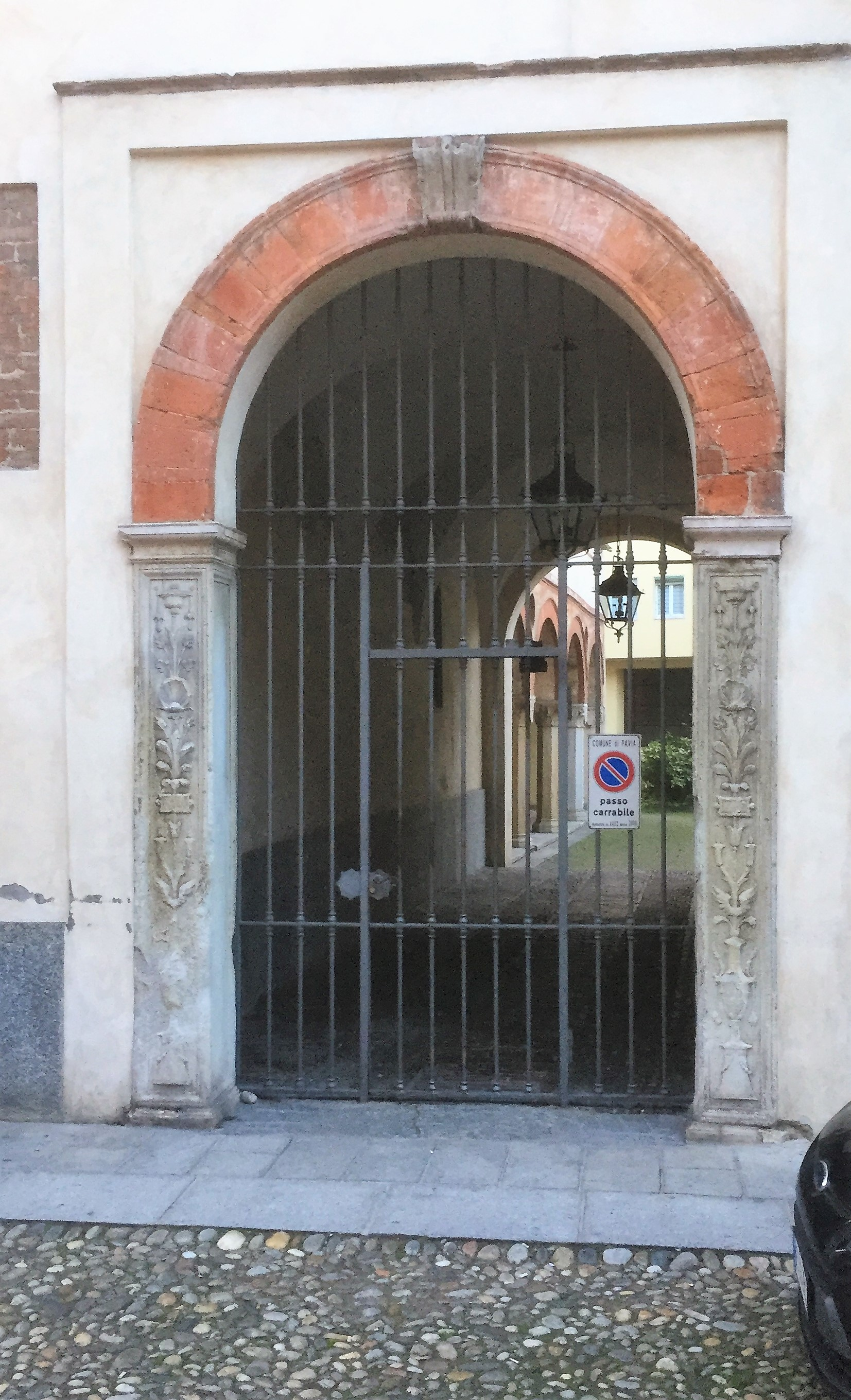
Il portale rinascimentale

Scarsissime sono le informazioni archivistiche che abbiamo sull'edificio, tanto che viene generalmente associato al nome dei Cattaneo, proprietari del palazzo nel Novecento. Negli anni'60 del Novecento venne ceduto dai Cattaneo all'Istituto Nazionale delle Assicurazioni, che ne curò il restauro. L'edificio, che presenta elementi tardogotici, fu rimodernato verso la fine del XV secolo e presenta una pianta a "L". All'interno il portico è formato da archi a tutto sesto, dotati di ghiera in cotto, e sorretti da colonne ottagonali in granito con capitelli che rappresentano lo stemma del casato originariamente proprietario del palazzo. Al piano superiore, come in molte altre abitazioni quattrocentesche pavesi, si apre una loggia. La facciata conserva due portali, uno di età rinascimentale con spalle in pietra decorate con bassorilievi databile agli ultimi due decenni del Quattrocento e un secondo, murato, di età tardogotica.